# Sempronia (echtgenote van Publius Cornelius Scipio Aemilianus)
Sempronia (fl.  2e eeuw v.Chr.) was een Romeinse matrona, echtgenote van Publius Cornelius Scipio Aemilianus Africanus minor en zus van Tiberius en Gaius Sempronius Gracchus.

## Leven

### Afkomst en jeugd
Sempronia werd geboren als een van de twaalf kinderen die Tiberius Sempronius Gracchus (consul in 177 en 163 v.Chr.) bij zijn vrouw, Cornelia Africana (dochter van Publius Cornelius Scipio Africanus maior), kreeg. Zij zou samen met haar broers Tiberius en Gaius Sempronius Gracchus als enigen de volwassen leeftijd bereiken en genoten allen onder het toeziend oog van hun moeder - die rond 150 v.Chr. weduwe werd - een uitstekende opvoeding (waaronder Griekse filosofie, kunsten, retorica en wiskunde).

### Huwelijk met Publius Cornelius Scipio Aemilianus Africanus minor
Tussen 152 en 147 v.Chr. trouwde Sempronia met haar adoptieneef Publius Cornelius Scipio Aemilianus Africanus minor (een gecultiveerd man), die in 147 v.Chr. tot consul werd verkozen en in 134 v.Chr. opnieuw dit hoogste ambt opnam. Het huwelijk bleek niet zo harmonieus als gehoopt, want Sempronia bleek geen kinderen te kunnen baren (mogelijk door een lichamelijke afwijking) en haar man was als aanhanger van de optimates tegen de hervormingsvoorstellen van haar broer Tiberius - die weliswaar in 146 v.Chr. onder Scipio's commando tijdens de Derde Punische Oorlog had gediend en wiens leven door Scipio's voorspraak toen hij in 137 v.Chr. als quaestor aan het rampzalige beleg van Numantia deelnam werd gered - als tribunus plebis wenste door te voeren.
Scipio bevond zich in 133 v.Chr. in Hispania om een einde te maken aan de Iberokeltische Oorlogen daar, toen hij vernam dat Tiberius was vermoord. Hij zou daarop uit Homeros hebben geciteerd: "Moge zo ook omkomen al wie verder nog dat soort daden bedrijft!" Toen hij na zijn inname van Numantia - waaraan hij het agnomen Numantinus had overgehouden - terugkeerde naar Rome, verzette hij zich tegen de commissies die de ager publicus volgens de lex agraria moesten herverdelen. En toen Gaius en Fulvius hem in de volksvergadering vroegen wat hij dacht van de moord op Tiberius, zou hij hebben laten merken dat hij minstens diens daden afkeurde. Daarom werd Sempronia, toen haar man in 129 v.Chr. onverwachts in bed overleed, door kwatongen er (samen met haar moeder) van beschuldigd hierin de hand te hebben gehad.

### Na de dood van haar echtgenoot en broers
Na de moord op haar broer Gaius in 121 v.Chr. trok Cornelia - en mogelijk met haar ook Sempronia - zich terug uit de stad Rome. Sempronia zou pas in 101 v.Chr. terugkeren op het publieke toneel om als getuige op te treden in een rechtszaak die was begonnen nadat een tribunus plebis, Lucius Appuleius Saturninus, een proces had aangespannen tegen de censor Quintus Caecilius Metellus Numidicus, die had geweigerd om een zekere Lucius Equitius - die beweerde een buitenechtelijke zoon te zijn van Tiberius Sempronius Gracchus - in de Romeinse burgerlijsten op te nemen. Sempronia zou dit echter staalhard ontkennen. Hierna verdweent Sempronia uit de bronnen.

## Antieke bronnen
- Appianus, Bellum Civile I 20.
- Sextus Aurelius Victor, De Viris illustribus 73.3-4.
- Plutarchus, Romulus 27.4, Tiberius et Gaius Gracchi.
- Marcus Tullius Cicero, Brutus 104.
- Valerius Maximus, Facta et dicta memorabilium III 8.6, IX 7.1, XV 1.

## Referentie
- M. Lightman - B. Lightman, art. Sempronia (1), in M. Lightman - B. Lightman (edd.), Biographical Dictionary of Ancient Greek and Roman Women: Notable Women from Sappho to Helena, New York, 2000, p. 294.